# Uzan (Luy de Béarn)
Der Uzan ist ein Fluss in Frankreich, der im Département Pyrénées-Atlantiques in der Region Nouvelle-Aquitaine verläuft. Er entspringt unter dem Namen Louse im nördlichen Ballungszentrum von Pau, im Gemeindegebiet von Lons, entwässert generell Richtung Nordwest bis Nord und mündet nach rund 24 Kilometern im Gemeindegebiet von Uzan als linker Nebenfluss in den Luy de Béarn.

## Orte am Fluss
(Reihenfolge in Fließrichtung)
- Lons
- Lescar
- Poey-de-Lescar
- Beyrie-en-Béarn
- Bougarber
- Viellenave-d’Arthez
- Mazerolles
- Uzan